# Geophis juarezi
Geophis juarezi este o specie de șerpi din genul Geophis, familia Colubridae, descrisă de Nieto-montes De Oca în anul 2003. Conform Catalogue of Life specia Geophis juarezi nu are subspecii cunoscute.